# Rivolta della nobiltà contro Federico II d'Austria
La ribellione della nobiltà contro Federico II d'Austria fu il tentativo dei ministeriali di ottenere dal duca Federico II di Babenberg la promessa che i diritti scritti dei ministeriali e dei Landmann, che erano stabiliti per iscritto, sarebbero rimasti intatti. Gli eventi ebbero principalmente luogo tra il 1230 e il 1232.

## Contesto
I diritti dei ministeriali erano già stati confermati per i ministeriali della Stiria nel 1186 nel kleinen Urkunde (piccolo documento) nel patto di Georgenberger e accordi del genere esistevano anche in Inghilterra (Magna Carta Libertatum) e in Ungheria (Bolla d'oro del 1222) rispettivamente nel 1215 e nel 1222, a cui seguirono ulteriori accordi del genere nel 1231 (Costituzioni di Melfi) e nel 1235 (pace di Magonza?) nell'impero.
Fino alla morte del duca Leopoldo VI d'Austria nel 1230, i Kuenringer furono garanti della pace nel paese e adempirono a questo compito soprattutto durante le turbolenze politiche del periodo Staufer.

## Corso della rivolta
Quando il duca Federico II era succeduto al padre, i Kuenringer, guidati dei fratelli Hadmar III ed Enrico III, volevano costringerlo a negoziare la conferma dei diritti nobiliari mediante la chiusura dimostrativa dei castelli e, da Aggstein, Dürnstein e Weitra, si appropriarono delle proprietà del monastero di Göttweig, Melk e del monastero Zwettl fondato dai loro antenati, preparandosi all'insurrezione. Attaccarono le città ducali di Krems e Stein e le diedero fuoco.
Il duca si rifiutò di negoziare con gli insorti, muovendosi invece con successo contro di loro, ottenendo il sostegno della Chiesa, di un gruppo significativo di nobili e di cittadini. Nel 1230/31 assediò e conquistò i castelli di Aggstein, Dürnstein e Weitra e fece radere al suolo Zwettl.
Nonostante questa sconfitta, la base di potere dei Kuenring non fu gravemente danneggiata di fronte alle attuali minacce di politica estera, e nel 1232 Enrico di Kuenring fu di nuovo maresciallo. Vent'anni dopo, Albero V ed Enrico IV furono di nuovo a capo del paese sotto il re boemo Ottocaro II.